# Rustiques
Rustiques – miejscowość i gmina we Francji, w regionie Oksytania, w departamencie Aude.
Według danych na rok 1990 gminę zamieszkiwało 301 osób, a gęstość zaludnienia wynosiła 47 osób/km² (wśród 1545 gmin Langwedocji-Roussillon Rustiques plasuje się na 626. miejscu pod względem liczby ludności, natomiast pod względem powierzchni na miejscu 939.).